# Stefanie Bouma
Stefanie Bouma (Drachten, 31 augustus 1982) is een voormalige Nederlandse atlete, die gespecialiseerd was in de middellange- en lange afstand.

## Loopbaan
Bouma begon op zeer jonge leeftijd bij atletiekvereniging AV Impala in Drachten. Haar eerste grote wedstrijden liep Bouma vanaf haar 22e levensjaar in 2005.
In de periode van 2006 tot 2012 behaalde ze drie zilveren en vier bronzen medailles tijdens de Nederlands kampioenschappen duatlon.
In 2012 behaalde ze haar eerste titel op een nationaal kampioenschap: Nederlands kampioene op de 10.000 m.
Ze won dat jaar ook de 30 km van de Groet uit Schoorl Run.
In 2013 liep Bouma haar eerste marathon in Rotterdam, waar ze eerste Nederlandse werd (10e overall). In haar tweede marathon won ze brons tijdens de marathon van Eindhoven met een tijd van 2:38.18. Ze won dat jaar voor het tweede achtereenvolgende jaar de 30 km van de Groet uit Schoorl Run. Op het Nederlands kampioenschap halve marathon tijdens de Venloop won ze zilver.
In 2014 nam ze deel aan het Europees kampioenschap marathon in Zürich, Zwitserland, waar ze met een tijd van 2:42.47 op een 37e plaats eindigde.
In 2015 werd Stefanie Bouma Nederlands kampioene halve marathon, dat georganiseerd werd door de Leiden Marathon. Enkele maanden eerder was zij tijdens de City-Pier-City Loop de eerste Nederlandse geworden. Zij finishte daar als zesde.
Bouma is werkzaam als fysiotherapeute in Zuidwolde Dr. 
Vanaf 2016 liep Bouma geen wedstrijden meer.

### Vereniging
Stefanie Bouma kwam uit voor Groningen Atletiek, triatlon vereniging GSTV Tritanium en trainde met Team4Mijl.

## Nederlandse kampioenschappen atletiek
| Onderdeel      | Jaar |
| -------------- | ---- |
| 10.000 m       | 2012 |
| halve marathon | 2015 |

## Persoonlijke records
Weg
| Afstand        | Prestatie | Datum            | Plaats    |
| -------------- | --------- | ---------------- | --------- |
| 10 km          | 33.58     | 2 september 2012 | Tilburg   |
| 15 km          | 54.39     | 20 november 2011 | Nijmegen  |
| halve marathon | 1:15.51   | 24 maart 2013    | Venlo     |
| 30 km          | 1:51.51   | 10 februari 2013 | Schoorl   |
| marathon       | 2:37.54   | 13 april 2014    | Rotterdam |

## Palmares

### 3000 m
- 2013:  Track Meeting in Utrecht - 9.42,05
- 2014:  NK Teams Senioren in Breda - 9.59,21

### 5000 m
- 2008:  Tartletos Loopgala in Wageningen - 17.01,29
- 2011: 4e Tartletos Loopgala in Wageningen - 16.37,45
- 2012:  Memorial Leon Buyle in Oordegem - 16.35,65
- 2012: 5e NK in Amsterdam - 17.00,56
- 2013: 6e NK in Amsterdam - 17.03,45

### 10.000 m
- 2012:  NK - 36.04,39
- 2014:  NK - 35.20,08

### 10 km
- 2005:  Bikkelloop in Zuidwolde - 37.29
- 2007: 5e Maliebaanloop in Utrecht - 36.38
- 2008:  Hardenberg City Run - 36.35
- 2008: 14e NK in Schoorl - 37.08
- 2011: 5e NK - 34.48
- 2012:  Bonifatius Loop in Dokkum - 35.10
- 2013: 4e NK - 34.09
- 2014:  Vrieling Hardenberg City Run - 35.35
- 2014: 4e Wiezo Run in Wierden - 36.11
- 2015: 12e NK in Schoorl - 35.01

### 15 km
- 2011: 13e Zevenheuvelenloop - 54.39
- 2012: 14e Zevenheuvelenloop - 53.24,8
- 2013: 11e Zevenheuvelenloop - 53.41,6

### 20 km
- 2013: 4e 20 van Alphen  - 1:12.36

### halve marathon
- 2006:  halve marathon van Dokkum - 1:23.02
- 2012: 12e halve marathon van Egmond - 1:16.57
- 2013:  NK - 1:15.51
- 2014:  halve marathon van Dokkum - 1:18.35
- 2014: 4e Venloop - 1:16.03
- 2014: 5e halve marathon van Zwolle - 1:16.44
- 2015: 6e City-Pier-City Loop - 1:18.01
- 2015:  NK - 1:18.11

### 30 km
- 2012:  Groet uit Schoorl Run - 1:55.14
- 2013:  Groet uit Schoorl Run - 1:51.51

### marathon
- 2013: 10e marathon van Rotterdam - 2:42.08
- 2013:  marathon van Eindhoven - 2:38.18
- 2014: 8e marathon van Rotterdam - 2:37.54
- 2014: 37e EK - 2:42.47